# Saint-Jeure-d'Ay
 Saint-Jeure-d'Ay  es una población y comuna francesa, ubicada en la región de Ródano-Alpes, departamento de Ardèche, en el distrito de Tournon-sur-Rhône y cantón de Satillieu.

## Demografía
| 300 | 299 | 304 | 349 | 370 | 380 |
| Para los censos de 1962 a 1999 la población legal corresponde a la población sin duplicidades (Fuente: INSEE [Consultar]) |     |     |     |     |     |